# Hans-Otto Wüster
Hans-Otto Wüster (* 10. Januar 1927 in Barmen; † 30. Juni 1985) war ein deutscher Physiker, der erste Direktor des Joint European Torus.
Wüster studierte Physik an der Universität zu Köln, wo er promoviert wurde. 1949 bis 1956 war er am Institut für Theoretische Physik der Universität Köln. Danach war er fünfzehn Jahre lang am DESY, wo er sich mit Hochenergie-Kernphysik beschäftigte und Leiter der Theorie-Gruppe, Leiter der Datenverarbeitung und Director of Operations wurde. Ab 1971 war er am CERN als Stellvertreter des Generaldirektors John Bertram Adams. In dieser Zeit war er am Aufbau des 400 GeV Super Proton Synchrotron beteiligt, der 1975 fertiggestellt wurde. Danach wurde er Leiter des Management-Komitees des CERN (zuständig für Programme, Budget und Planung). 1978 wurde er Direktor des Joint European Torus (JET) in Culham, was er bis zu seinem plötzlichen und unerwarteten Tod 1985 blieb.